# Pavel Djidjov
Pavel Djidjov (19 de julho de 1919 – 3 de outubro de 1952) foi um teólogo búlgaro que foi executado após um julgamento espetáculo e beatificado em 2002 pelo Papa João Paulo II.

## Educação, carreira
Pavel Djidjov nasceu em uma família católica de rito latino em Plovdiv. Ele foi batizado em 2 de agosto e recebeu o nome de Joseph. Ele adotou o nome de Pavel (Paul) quando entrou no noviciado assuncionista em Nozeroy, França, em outubro de 1938.
Para realizar sua ambição de infância de alcançar o sacerdócio, ele ingressou no St. Augustine College, patrocinado pela Assunção, em Plovdiv, onde foi considerado um bom aluno, especialmente em matemática. Após o noviciado, ele passou a estudar teologia em Lormoy, França, perto de Paris, durante a Segunda Guerra Mundial. Por motivos de saúde, ele retornou à Bulgária em 1942 para completar seus estudos teológicos e foi ordenado em 26 de janeiro de 1945. Mais tarde, ele continuou seus estudos em economia e ciências sociais. Sua primeira tarefa foi como professor no colégio Assumptionist em Varna, onde foi vigiado de perto pela polícia secreta. Não muito tempo depois, ele foi nomeado tesoureiro do St. Augustine College em Plovdiv e serviu lá até que a instituição foi fechada pelos comunistas em 1948.
Ele era particularmente apreciado pelos estudantes e outros por sua piedade, senso de humor, fé profunda, espírito ecumênico e bravura antes do regime comunista. Freqüentemente, ele arriscava a segurança pessoal defendendo os direitos da Igreja em público e visitando presos políticos.

## Prisão e julgamento
Como um satélite soviético, a Bulgária sofreu com a onda de legislação anti-Igreja que varreu o bloco nos anos após a Segunda Guerra Mundial (por exemplo, a prisão do Arcebispo Aloysius Stepinac na Iugoslávia em 1946, do Cardeal József Mindszenty na Hungria em 1948, do Arcebispo Josef Beran na Tchecoslováquia em 1950 e do Cardeal Stefan Wyszyński na Polônia em 1953). Já como estudante em 1945, Djidjov havia se envolvido em polêmicas com estudantes e professores comunistas e foi colocado em uma lista negra.
Um mês antes de sua prisão em julho de 1952, ele escreveu ao procurador Assuncionista em Roma, Pe. Rémi Kokel, a respeito de um colega de quem não se ouvia há muito: “Estamos angustiados por não termos ouvido falar do Pe. Josafá (Chichkov) há seis meses. Haverá três julgamentos em uma semana contra padres católicos. O primeiro já acabou: pena de morte para um sacerdote diocesano de rito latino. Amanhã será o julgamento de um sacerdote diocesano de rito eslavo, em Sofia; depois de amanhã, o de um capuchinho. E esses não serão os últimos, com certeza. Que a vontade de Deus seja feita. " Um mês depois, ele também foi preso.
Além de Djidjov, dois outros irmãos Assuncionistas foram presos: Pe. Joseph Chichkov e Fr. Kamen Vitchev. Estes últimos seguiram o rito bizantino, enquanto os outros seguiram o rito latino - em seu martírio, eles uniram os dois principais ritos católicos, um ponto reiterado pelo Papa João Paulo II em 2002. Todos os três haviam estudado na Bélgica e na França e foram acusados de espionagem para o governo francês. Depois do que as organizações internacionais consideraram universalmente um julgamento-espetáculo, que começou em 29 de setembro de 1952 e terminou com um veredicto de culpado e uma sentença de morte em 3 de outubro, os três, juntamente com o bispo Passionista Eugene Bossilkov, foram mortos a tiros em prisão, sem aviso público, às 23h30, de 11 de novembro de 1952. Seus corpos foram enterrados em uma vala comum e não foram recuperados.
Fr. Pavel Djidjov foi declarado mártir da fé e beatificado pelo Papa João Paulo II em Plovdiv em 26 de maio de 2002. O papa fez uma homilia na ocasião, durante sua visita à Bulgária em 2002. Mais tarde, ele comentou que a celebração eucarística, durante a qual beatificou Djidjov, Vitchev e Chichkov, foi "o ponto alto de minha breve mas intensa visita à Bulgária".

Em 28 de julho de 2010, o parlamento búlgaro aprovou uma lei que reabilita oficialmente todos os que foram condenados pela República Popular da Bulgária em 1952, incluindo Pe. Djidjov. 